# Ferrocarril de Algarrobo a Huasco
El Ferrocarril de Algarrobo a Huasco (FAH) es una línea ferroviaria existente en la Región de Atacama, operada por la Compañía Minera del Pacífico (CMP) y destinada al transporte de mineral de hierro desde la mina El Algarrobo hasta el puerto de Huasco, con un ramal hacia la Mina Los Colorados.

## Historia
En 1959 la mina de hierro El Algarrobo, ubicada unos 50 km al sur de Freirina, comenzó a ser explotada por la Compañía Minera del Pacífico, quienes decidieron construir una vía férrea para transportar el mineral hasta un nuevo puerto que se construiría al sur de Huasco, en el sector denominado Guacolda. En febrero de 1962 se presentó la solicitud formal para la construcción y concesión de la vía, que empalmaba con el ramal Vallenar-Huasco en el sector de Maitencillo, circulando a partir de dicho lugar por vías de la Empresa de los Ferrocarriles del Estado (EFE) hasta Huasco, en donde nuevamente tomaba vías construidas por CMP hasta el puerto Guacolda. La concesión fue otorgada formalmente el 14 de marzo de 1962.

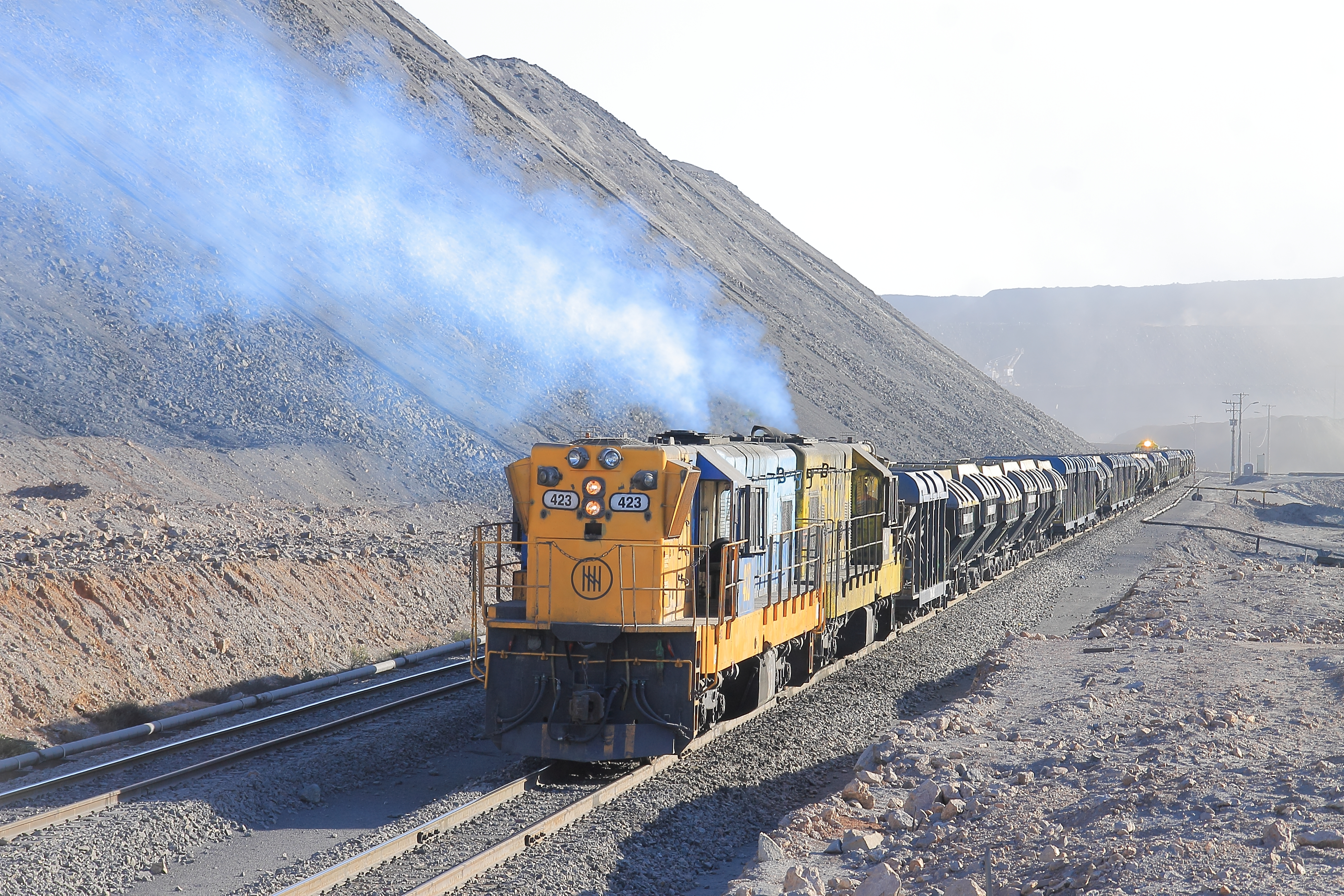
Tren de Ferronor en la mina Los Colorados.

En marzo de 1987 el tramo del ramal Vallenar-Huasco comprendido entre Maitencillo y el desvío hacia el puerto Guacolda, anteriormente perteneciente a EFE, fue transferido a CMP, con lo que los dos tramos del ferrocarril minero quedaron conectados; anteriormente CMP pagaba un peaje por el uso del tramo que le pertenecía a EFE.
Con la entrada en funcionamiento de la mina de hierro Los Colorados, CMP decidió construir una vía férrea que permitiera trasladar el mineral desde el yacimiento hacia Huasco. El ramal de 14 km permite conectar la mina con la línea troncal norte de Ferrocarriles del Estado hasta empalmar con la línea perteneciente a CMP en Maitencillo del ramal Vallenar-Huasco, y comenzó su construcción el 9 de enero de 1991, finalizando en octubre del mismo año. La concesión definitiva fue otorgada el 25 de mayo de 1995, casi 4 años después de que el ramal fue construido.
El transporte de mineral desde la mina Los Colorados se realiza mediante trenes de Ferronor, empresa con la que CMP posee un convenio, mientras que desde El Algarrobo el transporte se realiza en trenes propios de CMP.

## Trazado

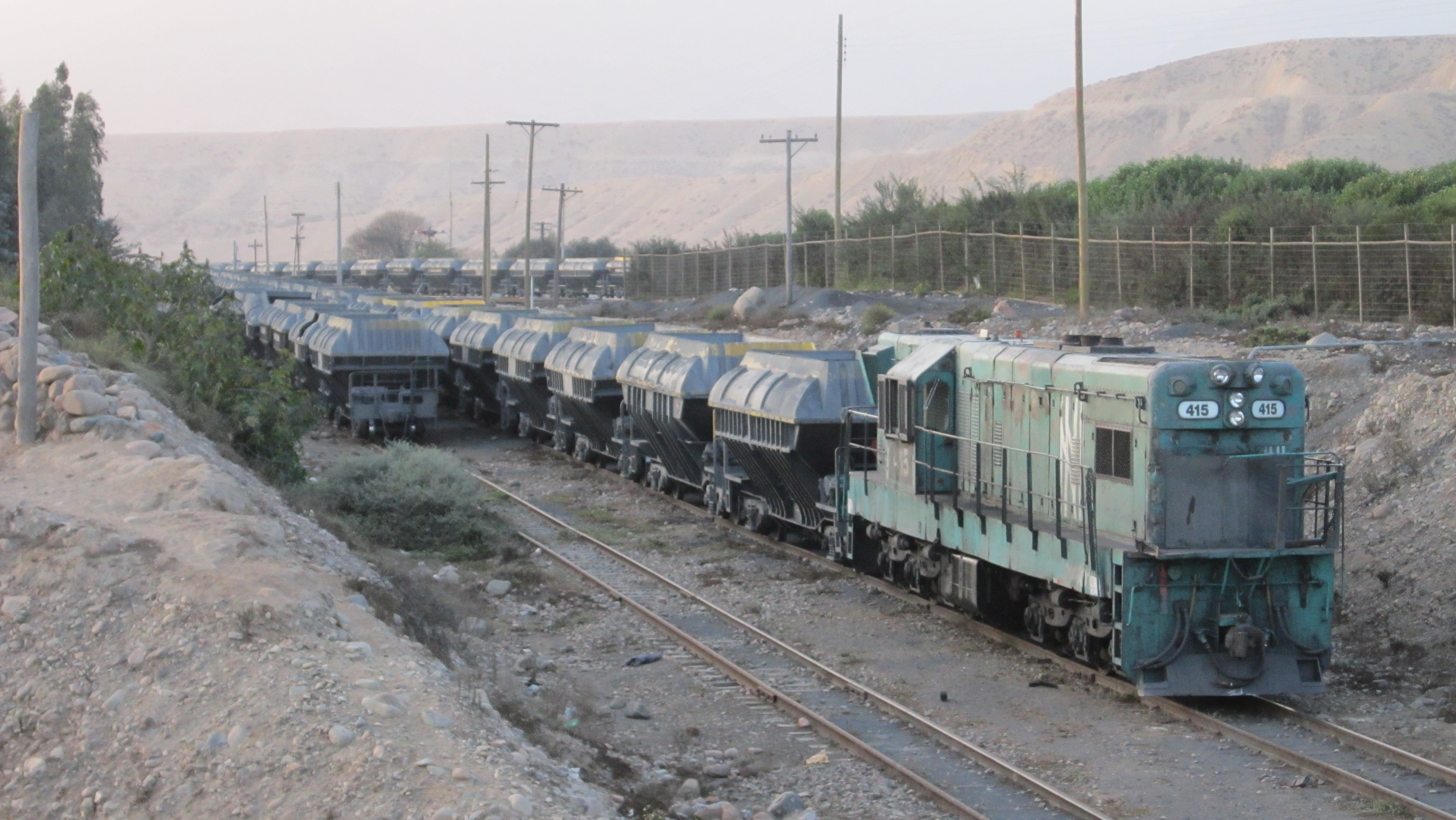
Tren de Ferronor en Maitencillo.

| Estación                    | Km   | Altura (m s. n. m.) |
| --------------------------- | ---- | ------------------- |
| Línea principal             |      |                     |
| Algarrobo (mina)            | 0    | 1050                |
| Romerito                    | 9,3  | 970                 |
| Mollaca                     | 23,6 | 610                 |
| Pucol                       | 33,5 | 500                 |
| Maitencillo                 | 49,5 | 270                 |
| Km 22 (Atacama)             | 57,9 | 100                 |
| Freirina                    | 65,8 | 81                  |
| Empalme CAP (Bellavista)    | 77,6 | 16                  |
| Planta de Pellets           | 85,8 | 12                  |
| Ramal Los Colorados         |      |                     |
| Los Colorados (mina)        | 0    | 407                 |
| Empalme Norte kilómetro 765 | 14,2 | 433                 |